# 鳥飼家住宅
鳥飼家住宅（とりかいけじゅうたく）は、鳥取県倉吉市関金町関金宿にある歴史的建造物。

## 概要
江戸時代に庄屋を勤めていた鳥飼家の屋敷として建てられた旧家。
建築は江戸時代中期と考えられており、1991年（平成3年）の解体調査の際に関金町（現・倉吉市）大鳥居から現在の地に移築され、同時に江戸時代中期の姿に復元された。
現在保存されているのは主屋のみであるが、建築当時は米蔵などの複数の付属屋があり、庄屋宅を構成していた。
1974年（昭和49年）3月29日に鳥取県の保護文化財に指定され、1996年（平成8年）には鳥取県の県民の建物100選に選定された。

## 交通アクセス
所在地：鳥取県倉吉市関金町関金宿
- 車
  - 国道313号を南側へ、関金宿交差点を左折、岡山県道・鳥取県道115号常藤関金線湯の関ふれあいハウス前を右折、約1分
- 鉄道
  - 倉吉駅から日本交通バス関金線で35分、関金温泉バス停下車、徒歩7分